# Marie Dupré
Pour les articles homonymes, voir Dupré.
Marie Dupré, vivant au XVIIe siècle, est une poétesse française.
Fille de Desmarets de Saint-Sorlin de l’Académie française, et nièce de Roland Desmarets,, Marie Dupré annonça, dès son enfance, d’heureuses dispositions, que son oncle se fit un plaisir de cultiver. Elle avait un génie facile et beaucoup de mémoire. Son oncle lui enseigna le latin, l’italien, le grec, la rhétorique, la poétique et la philosophie.
Bon humaniste du XVIIe siècle, elle étudia le système de Descartes avec tant d’application, au point d’en prendre la défense dans toutes les occasions, avec une chaleur qui lui mérita le surnom de « la cartésienne ».
Elle composait facilement de très agréables petites pièces de vers français, possédait assez bien la langue italienne, et elle était en commerce d’amitié et de littérature avec Madeleine de Scudéry et Anne de La Vigne.
Elle est l’auteure des Réponses d’Isis à Climène qui se trouvent dans le Recueil de vers choisis publié par le père Bouhours.
Vertron lui a adressé un madrigal sur sa modestie, et Jean Verjus une ode latine imprimée au-devant des lettres de Roland Desmarets ; enfin Titon du Tillet a compris Marie Dupré dans la liste des dames qui, sans avoir produit d’ouvrages remarquables, méritent cependant des éloges à raison de leur goût pour les lettres, et des encouragements qu’elles leur ont accordés.

## Sources
- Ferdinand Hoefer, Nouvelle Biographie générale, t. 15, Paris, Firmin-Didot, 1868, p. 363.
- Joseph-François Michaud, Louis-Gabriel Michaud, Biographie universelle, t. 12, Paris, C. Desplaces, 1833, p. 49.